# Forges de Bonpertuis
Les forges de Bonpertuis, du 3e quart du XIXe siècle, sont un monument d'archéologie industrielle d'Apprieu, en Isère, Rhône-Alpes, France. Le four à cémenter l'acier fait l'objet d’une inscription au titre des monuments historiques par arrêté du 3 mars 2003. Elles sont la propriété d'une société privée.

## Histoire

« À Bonpertuis, on a quatre fours à puddler qui traitent également des fontes du pays (Brignoud) et des fontes de la Loire et du Midi. »
La famille Gourju, installée à Apprieu en 1842, va reprendre les anciennes forges de Bonpertuis renommées depuis 1569, et probablement déjà bien auparavant, à l'époque cartusienne ancienne.[réf. nécessaire]  Alphonse Gourju, maître de forges à Rives, Renage et Brignoud dans la vallée du Grésivaudan, installe à Bonpertuis un remarquable four à puddler (puddlage) bien conservé de nos jours. La tradition du travail du fer est poursuivie par la famille Experton.